# Rab Smith
Robert „Rab“ Smith (* 29. Mai 1948 in Moniaive) ist ein ehemaliger schottischer Dartspieler. Er gewann zahlreiche Turniere in den späten 1970er- und den frühen 1980er-Jahren. Zudem erreichte er zwei Mal das Viertelfinale einer Weltmeisterschaft. Nach einigen Erfolgen im Jahr 1977 erreichte er 1978 mit Platz 4 seine höchste Weltranglistenposition. Smith beendete seine professionelle Karriere in einem vergleichsweise jungen Alter im Jahr 1983 um mehr Zeit mit seinen Kindern zu verbringen.

## Leben
Smith wurde in Moniaive, einem Dorf in der schottischen Verwaltungsgrafschaft Dumfriesshire, die heute Teil der Council Area Dumfries and Galloway ist, geboren. Er ist der einzige Sohn seiner Eltern Robert, von Beruf Milchmann, und Kathleen Smith, und hat eine Schwester, ebenfalls Kathleen. Nachdem er die Schule 1963 an der Wallace Hall Academy abgeschlossen hatte, arbeitete er in der Forstwirtschaft. Der Dartsautor Derek Brown beschrieb Smith 1981 als „only 5ft 7in and wiry with a muscular build one might expect of a woodcutter“; deutsche Übersetzung: „nur 1,70 Meter groß und drahtig mit einem muskulösen Körperbau, wie man es von einem Holzfäller erwarten würde.“ Smith wechselte seinen Berufszweig 1983, indem er als Kranführer tätig war. Er behielt diese Tätigkeit bis zu seinem Ruhestand 2011 bei. Er heiratete seine Doreen und hat zwei Kinder, die sich ihre Namen mit seinen Eltern teilen, Kathleen und Robert.

## Karriere

### Die Anfänge
Smith hatte seine ersten Berührungspunkte mit Darts im Alter von ungefähr neun oder zehn Jahren. Smith erzählte Patrick Chaplin 2011 diesbezüglich, „The family lived in a big house in the country and I used to practice and practice“; deutsche Übersetzung: „Meine Familie lebte in einem großen Haus auf dem Land und ich habe trainiert und trainiert.“ Als Smith ungefähr 16 Jahre alt war, trat er einem Dartsverein in der Dumfries Pub League bei. Seine Inspiration sich zu verbessern war ein lokaler Spieler namens Joe Little, der in einem anderen Verein in Dumfries spielte, Smith erinnert sich weiter, „From the age of sixteen I would go into town to play darts. I met Joe Little in the pub and we played darts and he beat me. I kept going back and he kept beating me. I really wanted to beat him. I practiced and practiced and worked on my game, mostly on Saturday lunchtimes and at night because I worked all day. I also practiced 12 noon to 1 p.m. most days as well… practice, practice, practice. Then all the practice paid off and I beat him“; deutsche Übersetzung: „Ab meinem sechzehnten Lebensjahr ging ich in die Stadt, um Dart zu spielen. Ich habe Joe Little im Pub getroffen und wir haben Dart gespielt und er hat mich besiegt. Ich ging immer wieder zurück und er besiegte mich wieder. Ich wollte ihn unbedingt besiegen. Ich habe geübt und geübt und an meinem Spiel gearbeitet, meistens am Samstagmittag und nachts, weil ich den ganzen Tag gearbeitet habe. Ich habe meistens auch von 12 bis 13 Uhr geübt… üben, üben, üben. Dann hat sich das ganze Training gelohnt und ich habe ihn besiegt.“
1973 entdeckte die neugegründete Scottish Darts Association (SDA) schnell Smiths Fähigkeiten. Noch im gleichen Jahr debütierte er für Schottland bei den Home Internationals. Smith repräsentierte Schottland bis zu seinem Karriereende 1983 weiter. Er folgte George Nicol als Kapitän der schottischen Mannschaft.

### Höhepunkt
Smiths Durchbruch bei einem Ranglistenturnier war der Sieg bei den Scottish Masters 1976, wobei er Dave Hill im Finale bezwang. Im selben Jahr wurde er NDAGB Scottish-Champion.
1977 war Smiths bestes Karrierejahr. Er war der britische NDAGB-Champion, spielte dabei im Finale gegen Eric Barlow aus dem Nordwesten Schottlands. Barlow hatte für die Überraschung des Turniers gesorgt, indem er die damalige Nummer 1 der Rangliste, John Lowe, besiegte. Smith besiegte Barlow 2:0. Sein Versuch den Titel bei den Scottish Masters zu verteidigen endete erst im Finale gegen Bobby Semple. Im März repräsentierte er Schottland beim Queen’s Silver Jubilee 3's International Classic zusammen mit George Nicol und Eric MacLean in London. Im Finale ging es hierbei gegen England, Smith spielte gegen Eric Bristow das entscheidende Leg. Bristow war nach zwölf Darts bereits weit in Führung, traf dann aber kein Doppelfeld. Smith checkte 72 Punkte und sicherte Schottland den Titel. Er beschrieb die Situation in einem Bericht: Er habe sich den Sieg gestohlen wie eine „schwarze Katze in der Nacht“. Smith sicherte sich zudem das British Pentathlon mit einem Finalsieg über Alan Glazier. Bei seinem Sieg beim British Matchplay besiegte er Bill Lennard im Halbfinale und anschließend Eric Bristow im Finale. Beim Spielstand von 3:3 benötigte Smith 36 Punkte für den Sieg. Bristow gab zu verstehen zu wissen, was passieren würde, indem er seine Darts auf den Tisch legte. Smith traf zunächst die einfache 18, konnte dann aber über die Doppel-9 checken. Smith hatte vier 180er in diesem Finale geworfen. 1977 gelang ihm außerdem der Sieg bei der Golden Darts Championship. Hierbei besiegte er André Declerq aus Belgien und den Waliser Alan Evans um im Finale John Lowe zu schlagen. Zusätzlich zu seinem £1,000-Preisgeld erhielt Smith hierfür ein Set der 18ct 'golden darts' als Sonderpreis für die meisten 180er im Turnier. 2007 gab Smith die 'golden darts' an seinen Enkel Rory anlässlich dessen Geburtstags weiter.
Bei der Einführung einer Weltrangliste zu Beginn des Jahres 1978 rangierte Smith auf Platz 4. Wenn er nur ein Ranglistenturnier im Jahr 1977 mehr gewonnen hätte, wäre er auf Platz 1 gesetzt worden. 1978 repräsentierte er Schottland beim WDF Europe Cup. Mit seiner Mannschaft konnte er den Team-Wettbewerb für sich entscheiden.
1979 wurde er Drittplatzierter beim British Pentathlon. John Lowe bezwang letztlich Eric Bristow im Finale.
Smith erreichte zudem das Finale des Winmau World Masters 1980. Dabei besiegte er Cliff Lazarenko, den Kanadier Bob Sinnaeve und den US-Amerikaner Nicky Virachkul um das Finale zu erreichen, wo er John Lowe unterlag. Im selben Jahr erreichte er erneut das Finale beim WDF Europe Team Cup. Zusammen mit Alistair Forrester hatte er im Finale gegen die Schweden Stefan Lord und Björn Enqvist das Nachsehen. Beim Einzel-Wettbewerb erreichte er in diesem Jahr das Halbfinale.
1981 war Smith Kapitän der schottischen Mannschaft, die außerdem aus Jocky Wilson und Angus Ross bestand. Er gewann den BDO Nations Cup 1981 durch einen Sieg über Bristow, Lowe und Lazarenko aus England im Finale. Alle Schotten gewannen ihr Leg gegen Lazarenko. Smith besiegte zudem Lowe und Wilson konnte Bristow bezwingen, sodass sich ein Endstand von 5:4 ergab. Kommentator Dave Lanning beschrieb „The indeterminable Rab Smith“; zu deutsch „Der unbestimmbare Rab Smith“ als, einen feinen, flüssigen Spieler an einem guten Tag und auch als einen eleganten, kleinen Charakter. Es werde viel über die großen Dartspieler gesagt, aber Rab präsentiere ein sehr ordentliches, sauberes Wurfbild." Lowe besiegte Smith dennoch 2:1 im Halbfinale der News of the World Darts Championship in der Wembley Arena. Smith sagte hierzu später, "I was on double four with John back on 140 or 160. He threw and left double top. In my next throw I clipped the top wire of double four three times. Then John hit double top."; deutsche Übersetzung: "Ich musste die Doppel-4 treffen, während John bei 140 oder 160 stand. Er stellte sich die Doppel-20. Bei meiner nächsten Aufnahme habe ich den oberen Draht der Doppel-4 dreimal erwischt. Dann traf John das Doppel."

### BDO World Championship
Smith trat bei den ersten sechs Auflagen einer Dart-Weltmeisterschaft an. Bei der ersten Weltmeisterschaft 1978, besiegte Smith den Iren Patrick Clifford 6:0 in Legs bei seiner Auftaktpartie. Anschließend verlor er jedoch im Viertelfinale gegen den Schweden Stefan Lord. 1979 besiegte er den US-Amerikaner Conrad Daniels und konnte dann auch Stefan Lord in der 2. Runde schlagen. Im Viertelfinale musste sich Smith dann gegen den amtierenden Weltmeister Leighton Rees geschlagen geben. 1980 verlor Smith zum Auftakt gegen Tony Sontag. 1981 konnte er Wayne Lock in der 1. Runde schlagen, bevor Nicky Virachkul ihn aus dem Turnier nahm. Anschließend verlor er zwei Mal in der 1. Runde, 1982 gegen Jocky Wilson, der später das Turnier gewann. 1983 eliminierte ihn der Australier Kevin White.

### Rückzug vom Profi-Dasein
1983 gab Smith bekannt er „habe genug“. Die Kinder wären jung und er sei nie zu Hause gewesen; manchmal sei er sechs Tage die Woche weg gewesen. Er wolle sein Familienleben nicht verlieren, also habe er Profi-Darts aufgegeben. Auf die Frage, ob er es bereue, den professionellen Dartsport in relativ jungen Jahren aufgegeben zu haben, sagte Smith, dass dies nicht wirklich der Fall sei. Er hätte immer zu viel reisen müssen, Hunderte von Meilen. Smith beendete wenig später auch sein Wirken beim County Darts.

## Weltmeisterschaftsresultate

### BDO
- 1978: Viertelfinale (3:6-Niederlage gegen  Stefan Lord)
- 1979: Viertelfinale (0:3-Niederlage gegen  Leighton Rees)
- 1980: 1. Runde (1:2-Niederlage gegen  Tony Sontag)
- 1981: Achtelfinale (0:2-Niederlage gegen  Nicky Virachkul)
- 1982: 1. Runde (0:2-Niederlage gegen  Jocky Wilson)
- 1983: 1. Runde (1:2-Niederlage gegen  Kevin White)

## Titel

### BDO
- British Matchplay: (1) 1977
- British Pentathlon: (1) 1977
- BDO Nations Cup: (2) 1977 (mit Eric MacLean und George Nicoll), 1981 (mit Angus Ross und Jocky Wilson)

### WDF
- WDF Europe Cup Teams: (1) 1978 (mit Eric MacLean, Jocky Wilson und George Nicoll)

### Andere
- Golden Darts Tournament: (1) 1977